# Osmolin (Łódź)
Pour les articles homonymes, voir Osmolin.
Osmolin est une localité polonaise de la gmina et du powiat de Zgierz en voïvodie de Łódź.